# 安国墓
安国墓，位于江苏省无锡市锡山区胶山翠屏峰北麓，背山面北，始建于明朝嘉靖年间，为明朝豪商巨贾、南京户部员外郎安国及其部分亲属的墓地。1966年，毁于“文化大革命”。2003年6月2日，历经风雨后安国墓前仅存的神道与一对青石马以“安国墓前神道石马”的名称由无锡市人民政府公布为第四批无锡市文物保护单位。

## 简介
安国卒于明嘉靖十三年（1534年）三月十八日，并于嘉靖十四年入葬子嗣为其建造的大型墓园。万历四十五年（1617年），安国后人曾出资修葺过安国墓，安国之孙安希范撰有《修奉直府君墓记》以记录此事。安国墓由墓门、牌坊、墓道、华表、碑亭、享堂、石马、石狮、石桥等组成。其中仅用做制作石马等墓构件的青石，小则数千斤，大则上万斤。鼎盛时整座墓园曾占地180亩（约合12万平方米）。明朝时的安国墓便已是无锡一大名胜。根据撰写于清代的《胶东山水志》记载，每当清明时节，“四方士女来游者万计。多数日，少亦五日，花茵草藉，红裙如云霓彩布。”如今岁月变迁，历经沧桑的安国墓只剩下一对护陵石马。

## 结构

安国逝世时正值其家族鼎盛，安国本人早已富可敌国，而其长子安如山亦在朝为官，故而墓园初建时规模宏大尽显奢华，另有唐顺之、秦金、严世蕃以及王廷相四位朝廷高官为安国书写墓志铭。

### 嘉靖年间
墓园的外门为三楹结构，洞门由砻砖砌成且辅以高垣。经过外门之后便是墓前神道，两旁有砻石材质的亭子岿然耸立，外观精莹亮丽，此外还有望柱一对，因为有圣旨放在其中，所以望柱上面刻有蟠龙。再往前走则有一个四柱牌坊，以及石马一对，颇为壮丽。牌坊后为月池，中间有一座石桥，过桥之后便是广庭。正前方有石狮一对，庭中古松五株，其中三株大俱合抱，耸盖干霄。沿着台阶向上，便到了中门，依然是三楹结构，经过中门再走几步以后又是一个广庭。庭中有碑亭四只，双双对立于神道两侧，碑亭底座为石贔屃，中竖石碑，墓志铭分别由王廷相、秦金、唐顺之、严世蕃撰写。广庭两侧，种植了梧、松、杉、桧等树木，每棵树都亭亭百尺。再往前走，则有享堂五楹，享堂前竖石牌坊，高五六米，上刻图案，牌坊两边为石栏凳。其前便是墓墩，墩下正中竖立墓碑，墓墩北及东西两侧，均用青石排筑，墓墩的背面有石刻神像。墓前立有牌坊一座，书有“高义卓行”。

### 万历年间
万历四十五年（1617年）秋，安氏子孙曾择吉日修葺安国墓，移享堂于中门，前拓轩三楹，前庭重立门户，建旁屋五楹，增创二院，中设棂门，缭以周垣，庭中古松乔木五株，蔚然挺立，益增胜概。

### 现状
2013年，经无锡当地民间文保人士钱玉鑫向新闻媒体反应，安国墓前神道上仅存的一对石马历经风吹日晒，已出现多处裂痕，甚至有坍塌的可能。随后，无锡市锡山区文管办为石马搭建了木质结构的保护棚，并表示有复原安国墓的计划。